# Komorniki (Nieskurzów Stary)
Komorniki – część wsi Nieskurzów Stary w Polsce, położona w województwie świętokrzyskim, w powiecie opatowskim, w  gminie Baćkowice.
W latach 1975–1998 Komorniki administracyjnie należały do województwa tarnobrzeskiego.